# 土城永福巖
土城永福巖，俗稱土城祖師廟、頂埔祖師廟，座落於新北市土城區頂埔里中央路四段65號，臺灣日治時期建立，建廟齡約有八十多年。奉祀福建泉州府安溪移民的守護神清水祖師。配祀觀音菩薩、關聖帝君、文昌帝君、魁星星君、朱衣神君、太歲星君等神祇。
土城永福巖為土城頂埔地區（頂埔、頂福、祖田、頂新、沛陂等里）的信仰中心，民眾信仰祖師十分虔誠，無論士農工商四民皆來祭祀，廣得人心，在2006年還曾經舉辦三日路祭法會，祈求清水祖師保佑附近地區吉利平安，當時的土城市市長盧嘉辰、臺北縣議會議員蔡黃隆等人都到場參與。2011年永福岩正月初六清水祖師誕辰供奉之神豬重達1580台斤，比三峽祖師廟的冠軍神豬還重37台斤，時稱傳奇。